# ابوالحسن احتشامی
ابوالحسن احتشامی سیاست‌مدار ایرانی بود، که در  دوره بیست و یکم 
و  دوره بیست و سوم   بعنوان نماینده مرند در مجلس شورای ملی حضور داشت.